# Tubosaeta goossensiae
Tubosaeta goossensiae är en svampart som först beskrevs av Beeli, och fick sitt nu gällande namn av E. Horak 1967. Tubosaeta goossensiae ingår i släktet Tubosaeta och familjen Boletaceae.   Inga underarter finns listade i Catalogue of Life.